# Edward Twining, Baron Twining

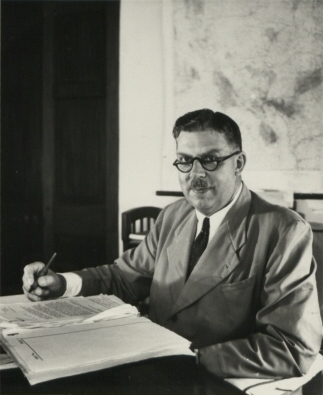
Sir Edward Twining

Edward Francis Twining, Baron Twining (1949 bis 1958 bekannt als Sir Edward Twining, * 29. Juni 1899 in London; † 21. Juni 1967 ebenda), war ein britischer Diplomat und Gouverneur von Britisch-Nordborneo und Tanganjika.

## Leben
Twining war Angehöriger der berühmten Teehändler-Familie Twining und kam im Londoner Stadtteil Marylebone zur Welt. Nach einer Kadettenausbildung trat er 1918 als Second Lieutenant des Worcestershire Regiment in die British Army ein. Er stieg in den Rang eines Lieutenant auf, diente im Irischen Unabhängigkeitskrieg und wurde 1922 anlässlich der Gefangennahme Éamon de Valeras zum Member des Order of the British Empire (MBE) ernannt.
Als Kolonialbeamter diente er in Uganda, auf Mauritius und war von 1944 bis 1946 Kommissar von St. Lucia.
Am 5. Mai 1949 wurde er Gouverneur und Oberbefehlshaber von Nord-Borneo und war im Anschluss vom 18. Juni 1949 bis Juni 1958 Gouverneur von Tanganjika. Er verstarb im Londoner Stadtteil Westminster.
Am 1. Januar 1949 wurde er als Knight Commander des Order of St Michael and St George (KCMG) geadelt und am 1. Januar 1953 zum Knight Grand Cross (GCMG) desselben Ordens erhoben. Am 22. August 1958 wurde er als Baron Twining, of Tanganyika and of Godalming in the County of Surrey, zum Life Peer erhoben und gehörte damit auf Lebenszeit dem House of Lords an.

## Veröffentlichungen
- The Scottish Regalia, 1936
- The English regalia and crown jewels in the Tower of London, London, 1950
- A History of the Crown Jewels of Europe, B.T. Batsford Ltd., London, 1960.
- European Regalia, B.T. Batsford Ltd. London, 1967
- Papal Gifts of Golden Roses and Consecrated Swords and Hats (unveröffentlicht)